# Beta Regio
Beta Regio là một khu vực của hành tinh sao Kim được biết đến như là sự mọc lên của núi lửa. Đo khoảng 3000   km, nó tạo thành một khu vực vùng cao nổi bật của sao Kim tập trung ở tọa độ 25°18′B 282°48′Đ / 25,3°B 282,8°Đ.
Các tính năng đầu tiên xuất hiện trong các cuộc điều tra radar đầu tiên của hành tinh được đặt tên của các chữ cái trong bảng chữ cái Hy Lạp. Beta Regio là một trong những tính năng đó. Nó được Dick Goldstein phát hiện và đặt tên vào năm 1964. Tên này đã được phê duyệt bởi Nhóm nghiên cứu của Liên minh thiên văn quốc tế về danh pháp hệ thống hành tinh (IAU / WGPSN) từ năm 1976 đến 1979. Maxwell Montes, Alpha Regio, và Beta Regio là ba trường hợp ngoại lệ cho quy tắc rằng các đặc điểm bề mặt của Sao Kim được đặt theo danh xưng của nữ giới: phụ nữ hoặc nữ thần.
Các ngọn núi lửa mọc lên ở những cao nguyên rộng, dốc hơn 1000 km. Chúng bị cắt bởi những rãnh sâu 100–200 km. Những máng này là một ví dụ về sự rạn nứt lục địa, và là bằng chứng của bề mặt kiến tạo.
Beta Regio bị cắt bởi một máng bắc-nam sáng chói có tên là Devana Chasma. Đầu phía bắc có một ngọn núi lửa tên là Rhea Mons, và đầu phía nam bị chi phối bởi một ngọn núi lửa có tên Theia Mons.